# Гјачо (Ла Специја)
Гјачо је насеље у Италији у округу Ла Специја, региону Лигурија.
Према процени из 2011. у насељу је живело 70 становника. Насеље се налази на надморској висини од 157 м.